# Dorfkirche Friedersdorf (Vierlinden)

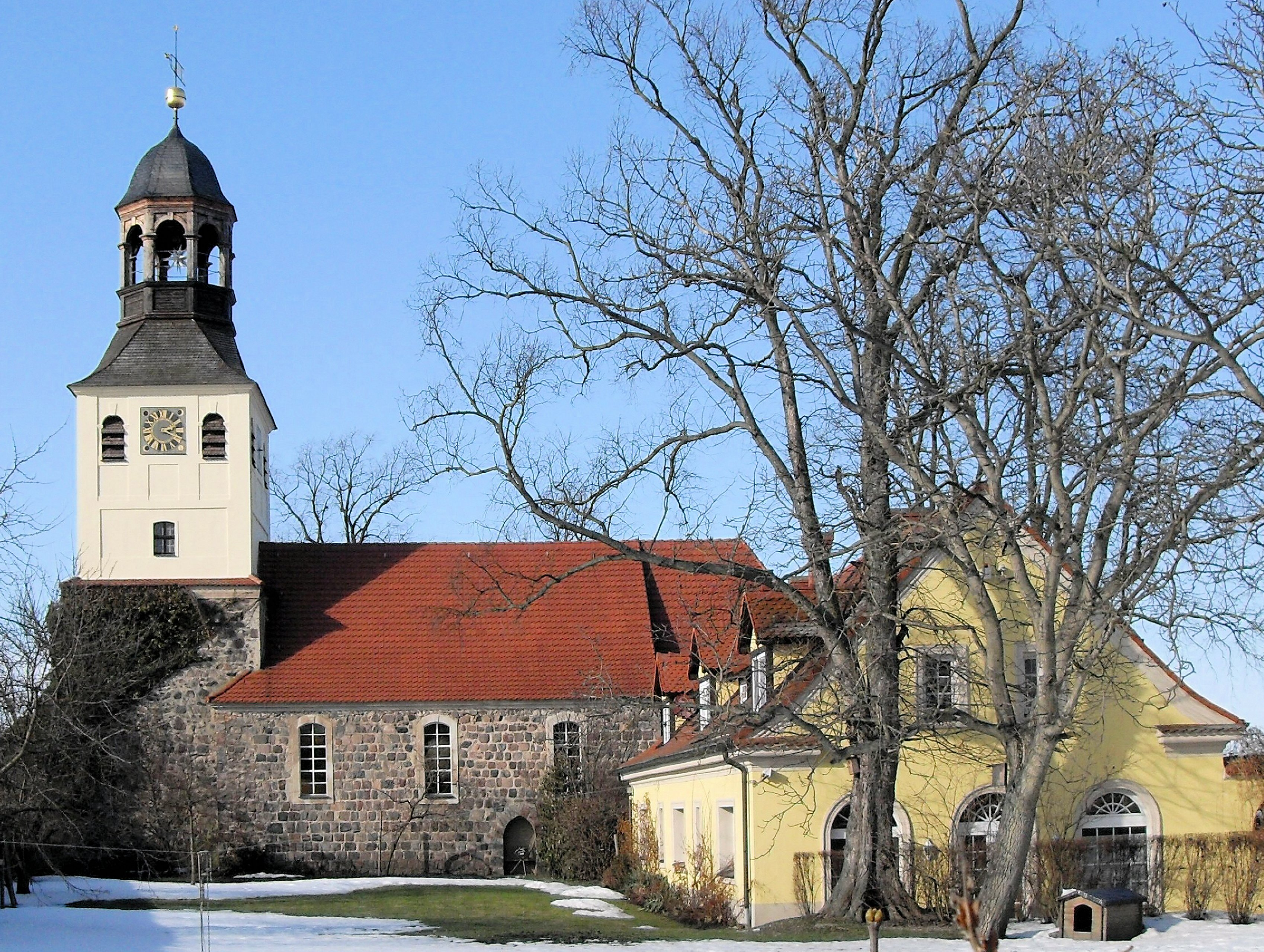
Dorfkirche Friedersdorf

Die Dorfkirche von Friedersdorf, einem Ortsteil der Gemeinde Vierlinden im Landkreis Märkisch-Oderland, ist eine barock überformte Feldsteinkirche aus dem 13. Jahrhundert. Die Kirche gehört zum Kirchenkreis Oderland-Spree der Evangelischen Kirche Berlin-Brandenburg-schlesische Oberlausitz.

## Geschichte
Nachdem sie im Dreißigjährigen Krieg zerstört worden war, erwarb Joachim Ernst von Görzke 1653 die Kirche und ließ sie reparieren. Seine Tochter Elisabeth heiratete 1682 in die Familie von der Marwitz ein. Als Mitgift gelangte das Bauwerk somit in den Besitz der Familie von der Marwitz. 1702 gab Hans Georg von der Marwitz der Kirche ihre heutige barocke Gestalt. Lediglich die Voutendecke, die Kanzel und das Altarbild sind als Zeugnis aus der Zeit der Renaissance verblieben. Die Orgel sowie die barocken Holzschnitzarbeiten gehen auf Sybille Elisabeth geb. von Osterhausen zurück, die zweite Frau Hans Georgs. Sie vollendete nach seinem Tod das Werk. 1854 und 1935 wurde die Kirche restauriert. Zum Ende des Zweiten Weltkrieges erhielt das Bauwerk bei den Kämpfen um die Seelower Höhen einen Granattreffer und wurde schwer beschädigt; der Chorraum musste zwei Jahre später vom Schiff durch eine Mauer abgetrennt werden. 1959 wurde die Kirche wegen Baufälligkeit gesperrt. 1984 deckte die Gemeinde das Dach des Kirchenschiffs neu ein und bewahrte das Bauwerk so vor dem Verfall.
Nach der Wende zog die Familie von der Marwitz 1989 zurück in die Kirchgemeinde. In den kommenden Jahren wurde das Bauwerk schrittweise saniert. 1991 montierte man den Turmhelm auf der Kirche; 1992 wurden die Glocken angebracht. Ein Jahr später konnte der erste Gottesdienst gefeiert werden. 1994 erfolgten umfangreiche Putzarbeiten. 1995 konnte die Kanzel restauriert werden. Ein Jahr später rekonstruierte man die Patronatsloge. 1997 besserte man die Emporen aus und stellte 1998 neue Kirchenbänke auf. Eine Orgel wurde 1999 eingeweiht, 2002 der Altar. Die zahlreichen Epitaphien wurden 2004 restauriert; 2005 ein Kronleuchter sowie 2007 der Kanzelschalldeckel angebracht.
Die Kirche kann nach Absprache besichtigt werden.

## Ausstattung
Durch die zahlreichen Epitaphien wird die enge Beziehung zur Familie von der Marwitz deutlich. Friedrich August Ludwig von der Marwitz hat etliche Grabmonumente mit kurzen, prägnanten Inschriften versehen lassen und damit eine Tradition begründet. Diese Inschriften haben Fontane begeistert, der in seinen Wanderungen über Schloss und Familie geschrieben hat. Am bekanntesten ist jener Gedenkstein, der an Johann Friedrich Adolf von der Marwitz erinnert. Er verweigerte den Befehl Friedrichs des Großen zur Plünderung des Schlosses Hubertusburg als eines preußischen Offiziers unwürdig und verließ die königliche Armee. Die Grabinschrift beschreibt das in den prägnanten Worten: „… sah Friedrichs Heldenzeit und kämpfte mit ihm in allen seinen Kriegen, wählte Ungnade wo Gehorsam nicht Ehre brachte.“ Der letzte Halbsatz wurde zur heimlichen Losung für den Widerstand gegen den Nationalsozialismus.
Fontane nennt die Kirche das «Sans pareil unter den märkischen Kirchen». Ihre Barockausstattung, die Marwitz'schen Grabmäler, Kanzel, Altar, Herrschaftsstuhl, Emporen und Orgelprospekt machen aus der friderizianischen Dorfkirche „ein kleines märkisches Pantheon“ (Udo von Alvensleben).

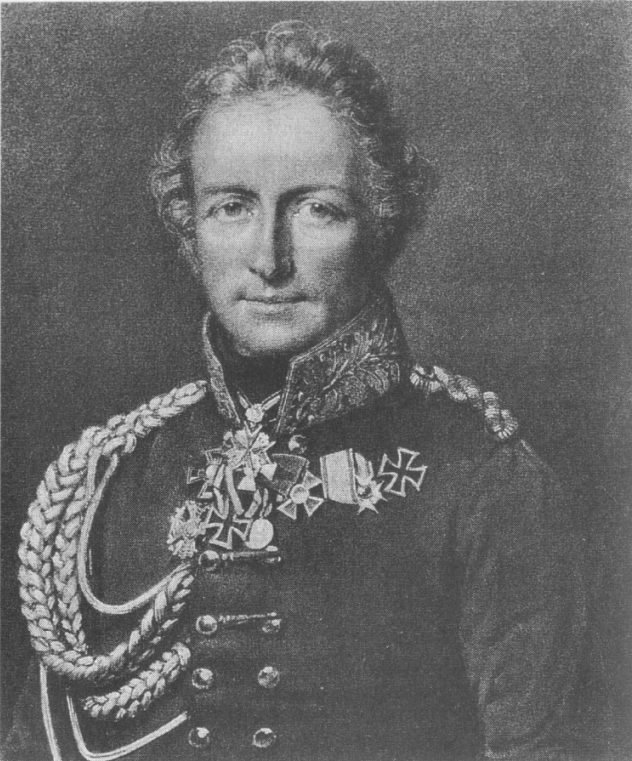
Friedrich August Ludwig von der Marwitz
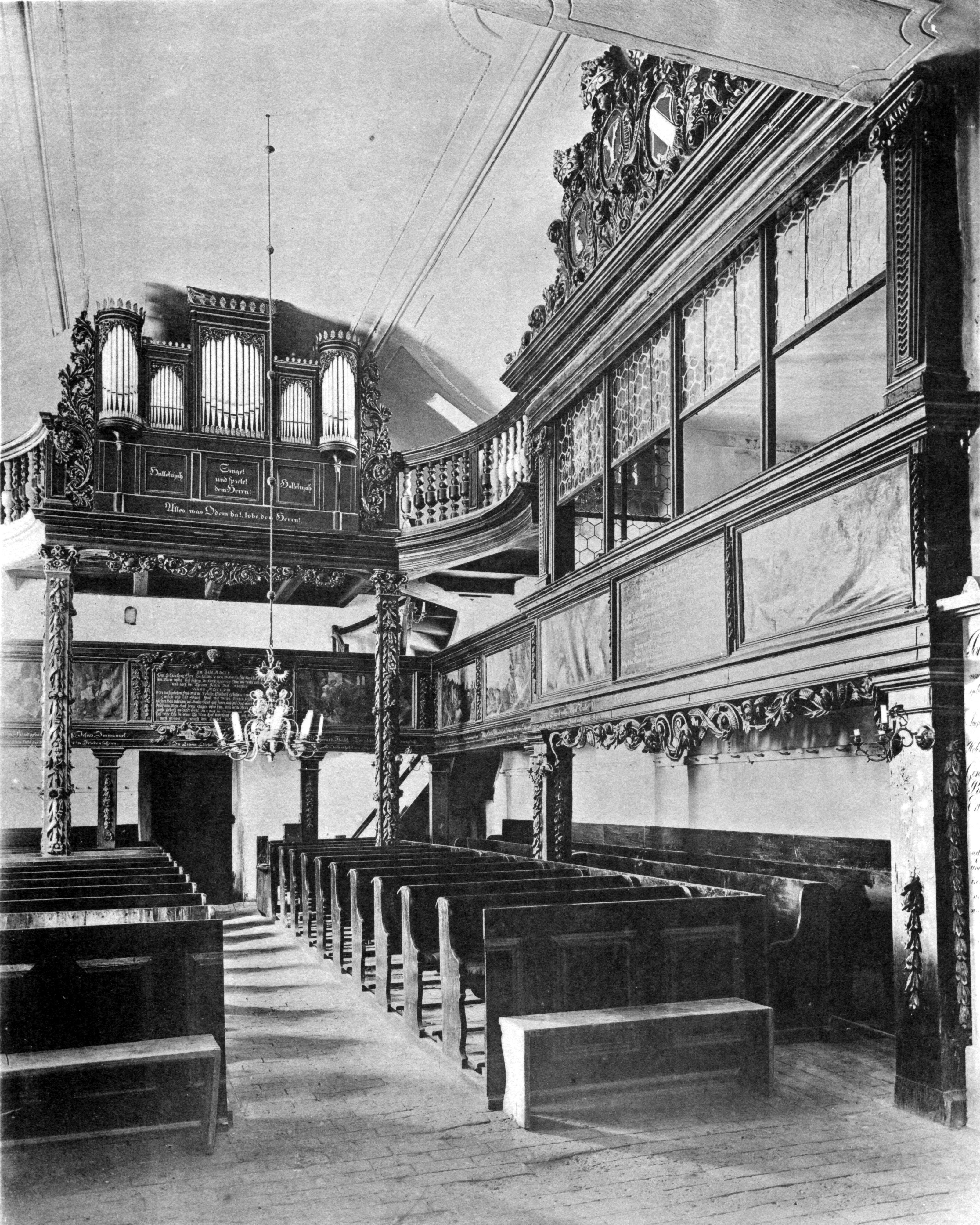
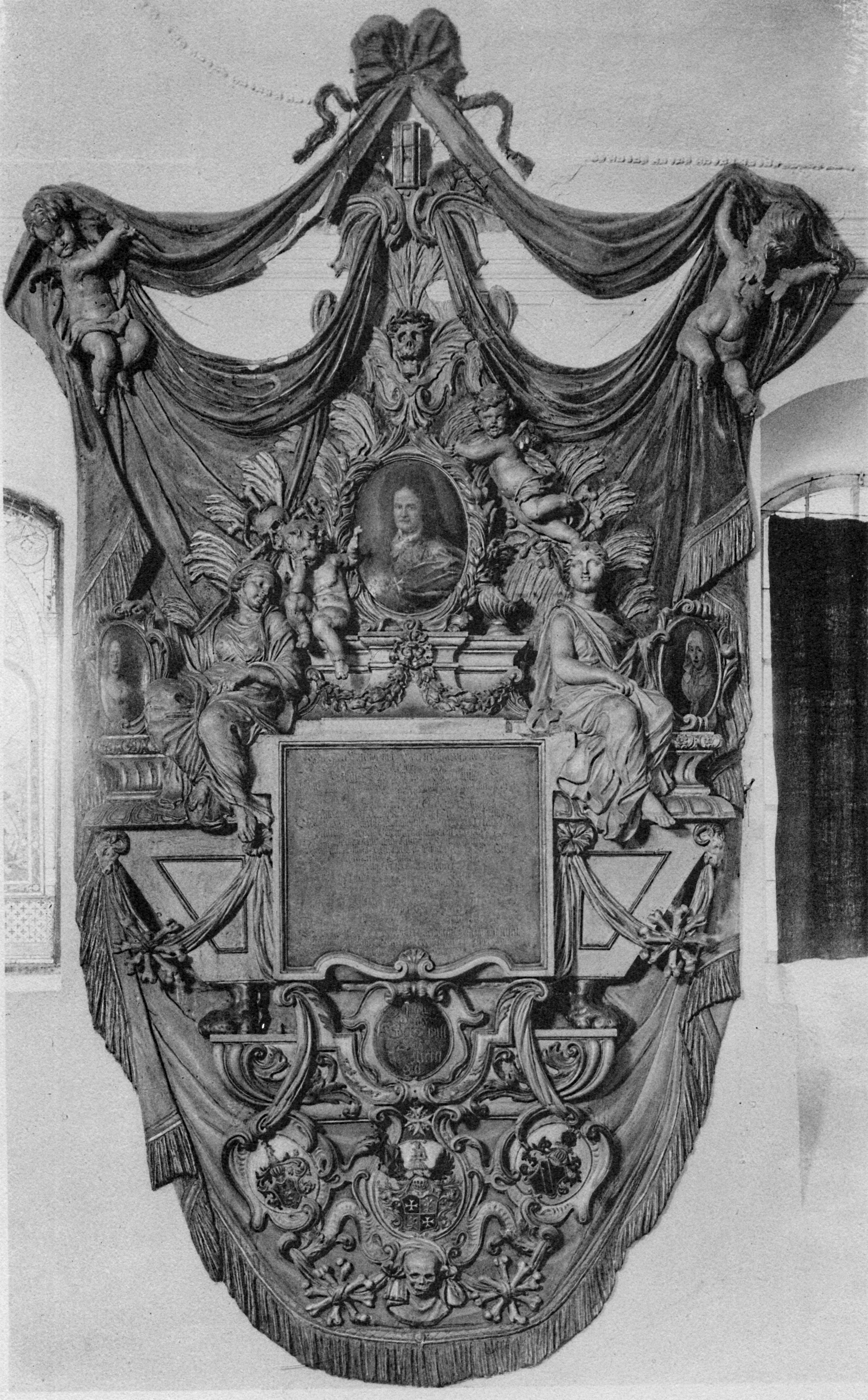
Epitaph des Hans Georg von der Marwitz